# Nicolas Jean de Dieu Soult
Nicolas Jean-de-Dieu Soult, conegut amb el sobrenom de la mà de ferro, (29 de març de 1769 - 26 de novembre de 1851) fou un general i home d'estat francès, primer Duc de Dalmàcia, nomenat Mariscal de l'Imperi el 1804. És un dels sis oficials que, al llarg de la història francesa, han rebut la distinció de Mariscal General de França. Fou Primer Ministre de França en tres ocasions.

## Biografia
Soult neix a Saint-Arnans-la-Bastide (actualment Sant Amanç de Solt prop de Castres a la regió de Tarn), Fill del notari de la ciutat Jean Soult (1726 - 1779) i la seva dona Brigitte de Grenier.
Es casà amb Jeanne Louise Elisabeth Berg, que morí al Château de Soult-Berg el 22 de març de 1852.

### Inicis militars
La prematura mort del seu pare obligà Soult a cercar fortuna pel seu compte i feu que s'allistés a la infanteria francesa l'any 1785. La seva educació li permetrà d'ascendir fins al grau de sergent després de sis anys de servei i el juliol del 1791 serà nomenat instructor del primer batalló de voluntaris del Bas-Rhin.
L'any 1794 ja és Ajudant-general (amb el rang de cap de brigada). Després de la batalla de Fleurus (1794), en la qual destacà, fou ascendit a general de brigada. Els següents cinc anys els passà destinat a Alemanya sota les ordres de Jourdan, Moreau, Kléber i Lefebvre. L'any 1799, durant la guerra de la Segona Coalició és ascendit a general de divisió i destinat a Suïssa, on comença a guanyar-se la seva reputació i fama militar, distingint-se particularment al llarg de la campanya suïssa del general Masséna, i específicament en la segona batalla de Zúric. Més tard, acompanyà Masséna a Gènova, on actuà com el seu principal lloctinent durant el setge de la ciutat. El 13 d'abril de 1800 fou ferit i fet presoner a Monte Cretto.

### Mariscal de l'Imperi
La victòria a la batalla de Marengo li retornà la llibertat i Soult rep el comandament de la part sud del Regne de Nàpols. L'any 1802 fou triat com un dels quatre generals que comandaren la guàrdia consular. Soult sabé guanyar-se la confiança de Napoleó, el qual el considerava inicialment com un dels generals que serviren amb Moreau i que, com a norma, no agradaven l'Emperador.
L'agost de 1803 és nomenat comandant en cap en la campanya de Boulogne i el març de 1804 és ascendit a Mariscal de l'Imperi. Comandà un cos d'exèrcit en la batalla d'Ulm, i a la batalla d'Austerlitz dirigí l'atac decisiu sobre el centre aliat. Soult participà en la major part de les batalles més cèlebres de la Grande Armée, incloent la batalla de Jena el 1806. Després de la batalla de Friedland aconseguí capturar Königsberg.
Un cop signada la pau pel Tractat de Tilsit, torna a França on, l'any 1808, és nomenat duc de Dalmàcia. Rebre aquest títol el disgustà molt, a causa del fet que Soult considerava que havia de ser nomenat duc d'Austerlitz, títol que Napoleó es reservà per a ell.

### Guerra del Francès
Soult rep el comandament del II cos de l'exèrcit amb el que Napoleó pretén conquerir Espanya. Després de guanyar la batalla de Gamonal rep ordres de l'emperador de perseguir i derrotar l'exèrcit anglès del general Moore. A la batalla de La Corunya, on mor el general anglès però els anglesos escapen per mar.
L'any 1809, Soult envaeix de nou Portugal i pren Porto, però és aïllat per l'estratègia de contenció emprada pel general Francisco da Silveira. Més preocupat per mirar d'aconseguir el tron de Portugal no aten els consells dels seus oficials. Trobant-se aïllat és derrotat en la segona batalla de Porto per Arthur Wellesley de Wellington, iniciant una retirada, desastrosa, per les muntanyes perseguit per William Carr Beresford i Silveira i decideix abandonar Galícia per Valdeorras en direcció a Zamora després de la seva derrota a la batalla de Ponte Sampaio. En 1809, després de Batalla de Talavera del mes de juliol obté una gran victòria el novembre a la batalla d'Ocaña.
El 1810 envaeix Andalusia. Tot i que redueix ràpidament la resistència no rendeix Cadis. L'any 1811 es dirigeix cap a Extremadura i pren Badajoz. Quan l'exèrcit anglo-portuguès de Beresford, posa setge a la ciutat, Soult acut en ajuda, i Beresford aixeca el setge, i reunit amb Blake i Castañosi lliuren la batalla de La Albuera el 16 de maig. Soult guanyà la batalla, que passa a ser una de les més sagnats de la guerra.
L'any 1812, Després de la victòria de les tropes comandades pel Duc de Wellington a la batalla dels Arapiles, Soult ha de retirar-se d'Andalusia. En el Setge de Burgos, Soult aconsegueix fer retirar les tropes enemigues fins a Salamanca. Allà, Soult falla en atacar a Wellington tot i la superioritat numèrica (d'entre 80.000 a 65.000) i l'exèrcit anglès es replega cap a Portugal.
Poc després és retirat d'Espanya, a petició de Josep I Bonaparte, amb el qual no tenia bona relació.

### Guerra de la Sisena Coalició
El març de 1813 assumeix el comandament del IV cos de la Grande Armée i dirigeix el centre a la batalla de Lützen i a la batalla de Bautzen. És enviat, amb poders il·limitats, al sud de França per tal d'intentar reparar el mal sofert en la gran derrota de la batalla de Vitòria. En aquesta campanya Soult demostra el seu talent com a general, malgrat que fou vençut repetidament per les tropes comandades per Arthur Wellesley de Wellington. Les seves últimes ofensives a Espanya són rebutjades per Wellington en la batalla de Sorauren i pel general Manuel Alberto Freire Andrade Armijo a la batalla de San Marcial. L'exèrcit de Soult és perseguit péls aliats dins de frança on lliura les batalles del Nivelle, Nive i Orthez, abans de batre's amb Wellington en una sagnant batalla final a Tolosa el 1814.

### Carrera política

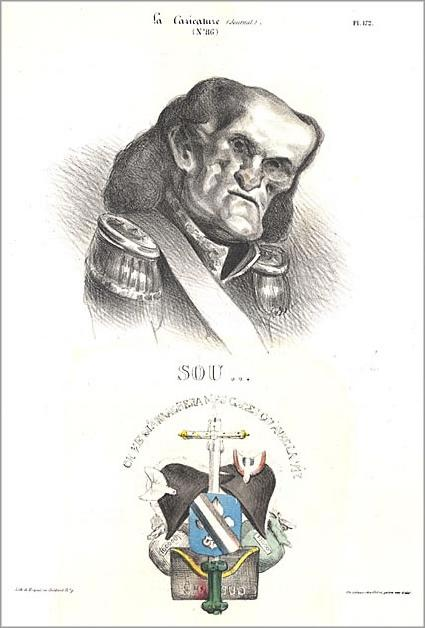
Caricatura de Soult per Honoré Daumier, 1832.

La carrera política de Soult dista molt de la seva carrera militar, s'ha arribat a dir que Soult només tenia caràcter davant l'enemic. Després de la primera abdicació de Napoleó el 1814, es declarà monàrquic i rebé l'encàrrec de ministre de la guerra entre el 3 de desembre de 1814 a l'11 de març de 1815.
Quan Napoleó retornà de l'illa d'Elba, Soult es declarà bonapartista i fou nomenat par de França, actuant com a General en cap de l'Emperador a la batalla de Waterloo.
Durant la Segona Restauració (1815) fou exiliat, però no per gaire temps, el 1819 fou reclamat i el 1820 el tornaren a nomenar Mariscal de França. Aquesta vegada Soult es mostrà com un fervent monàrquic i fou nomenat par de França el 1827. Després de la Revolució de juliol de 1830 donà suport a Lluis-Felip, el qual en agraïment el nomenà Mariscal General (fins al moment Lluis-Felip només havia tingut el suport de Turenne, Claude Louis Hector de Villars i Maurice de Saxe).
Serví com a ministre de la guerra entre 1830 i 1834 i com a Primer Ministre del 1832 al 1834. Actuà com a ambaixador extraordinari a Londres durant la coronació de la reina Victòria el 1838 –on el duc de Wellington l'agafà pel braç i exclamà "A la fi et tinc!". Fou tornat a nomenar Primer Ministre del 1839 al 1840i un tercer cop del 1840 al 1847. Finalment, va ser nomenat altre cop ministre de la guerra del 1840 al 1844.
El 1848, quan Lluís Felip I de França va ser destronat per la revolució francesa de 1848, Soult es declarà republicà.
Finalment, Soult morí al seu castell de Soultberg el 26 de novembre del 1851.

## Escrits
Soult publicà unes memòries justificant el seu suport a Napoleó durant el govern dels cent dies. Les seves notes i diaris foren recollits pel seu fill Napoleó Hèctor (1801-1857), qui publicà la primera part (Mémoires du maréchal-général Soult) el 1854.
El llibre Mémoires sur les operations des Français en Galicie suposadament va ser escrit a partir de les notes del Mariscal.

## Comentari
Soult excel·lí com a estrateg militar. Un exemple és la conducció de l'expulsió de l'exèrcit de Wellington de Portugal, després de Talavera. Malgrat que perdé repetides batalles davant Wellington entre el 1813 i el 1814, organitzà una defensa astuta i clara contra un dels grans genis militars de la història.
Els exèrcits comandats per Soult es trobaven, normalment, en bon estat abans d'entrar en batalla. Després de Vitòria, reorganitzà les desmoralitzades tropes de Josep Bonaparte en un exèrcit formidable en un temps record.
Tàcticament, Soult planejava correctament les batalles, però solia delegar massa en els seus subordinats. Un exemple el trobem a la batalla de La Albuera, on obrí d'una manera brillant el flanc de les tropes de Beresford. Però quan es trobà davant la inesperada oposició de les tropes espanyoles, Soult permeté als seus generals adoptar una maldestre formació d'atac, error que fou decisiu per a perdre la batalla.
Mentre ocupava el nord de Portugal, les seves intrigues li valgueren el malnom de "rei Nicolas." Més tard, es comportà com a virtual virrei d'Andalusia, gastant 1.5 milions de francs en obres d'art. i fins i tot un historiador l'anomenà "saquejador d'ordre mundial."